# Ridgeway-Gletscher
Der Ridgeway-Gletscher ist ein kurzer Gletscher im ostantarktischen Viktorialand. Er fließt im östlichen Teil der Mountaineer Range in südöstlicher Richtung zur Lady Newnes Bay, die er über die Eisnebelbucht zwischen den Gebirgskämmen Spatulate Ridge und Gauntlet Ridge erreicht.
Das New Zealand Antarctic Place-Names Committee benannte ihn 1966 nach Norman M. Ridgeway, leitender neuseeländischer Wissenschaftler auf der Hallett-Station von 1963 bis 1964.